# 翁贝托·马廖利

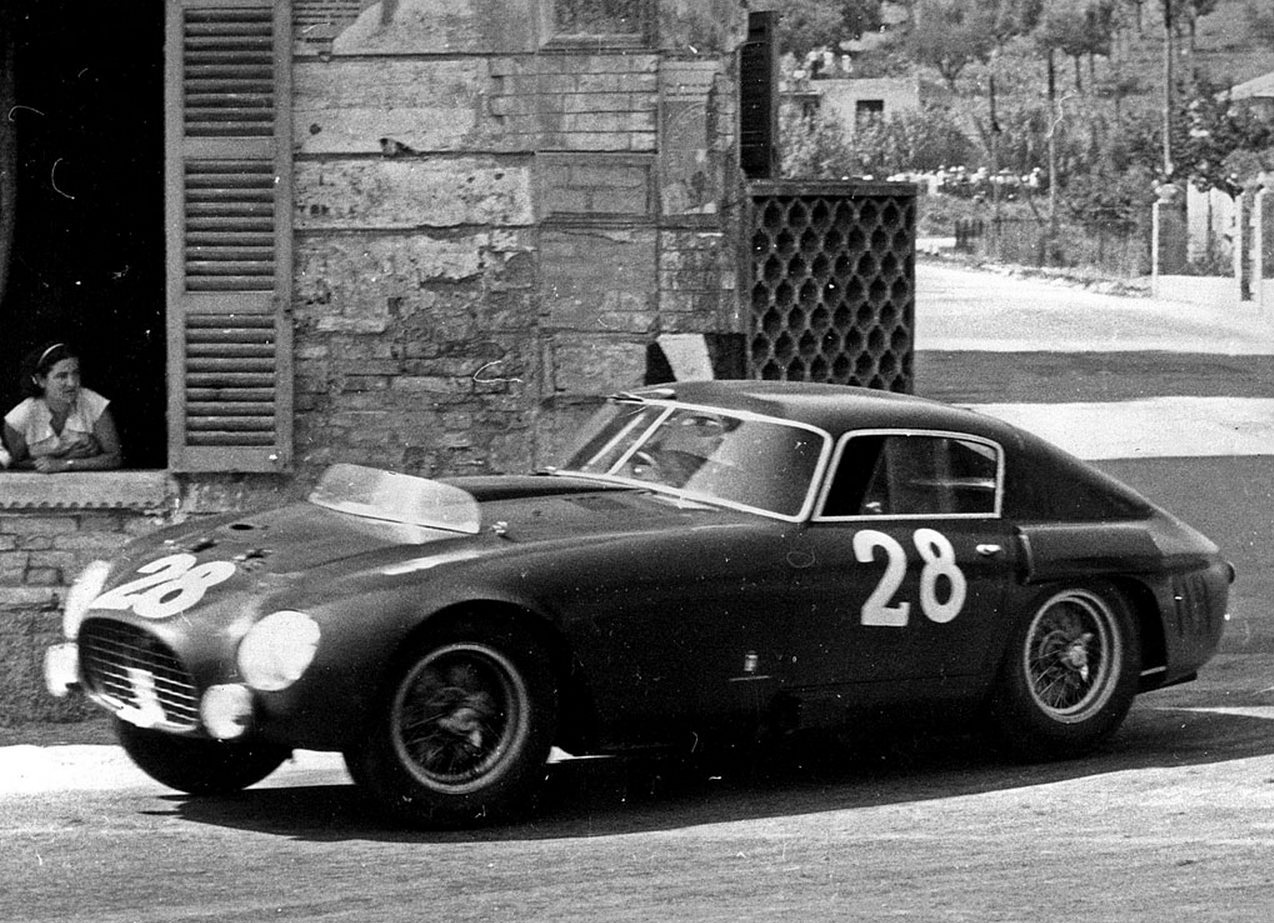
1953年8月16日佩斯卡拉大奖赛中驾驶法拉利的的迈克·霍索恩与翁贝托·马廖利

翁贝托·马廖利（義大利語：Umberto Maglioli，1928年6月5日—1999年2月7日）是一名意大利的赛车手。他参加过10场世界一级方程式锦标赛大奖赛，2次登上领奖台，总共获得了31⁄3积分。他参加过19次弗洛里奥盾，其中获胜3次，还参加过10次一千英里赛，其中最好的成绩是在1951年驾驶蓝旗亚取得第二名。马廖利在1954年驾驶法拉利赢得了最后一届泛美赛。
马廖利于1970年退役。